# Bethlehem, Africa de Sud
Bethlehem este un oraș din Africa de Sud.